# Aeschynomene montevidensis
Aeschynomene montevidensis är en ärtväxtart som beskrevs av Julius Rudolph Theodor Vogel. Aeschynomene montevidensis ingår i släktet Aeschynomene och familjen ärtväxter. Inga underarter finns listade i Catalogue of Life.